# 竹生島

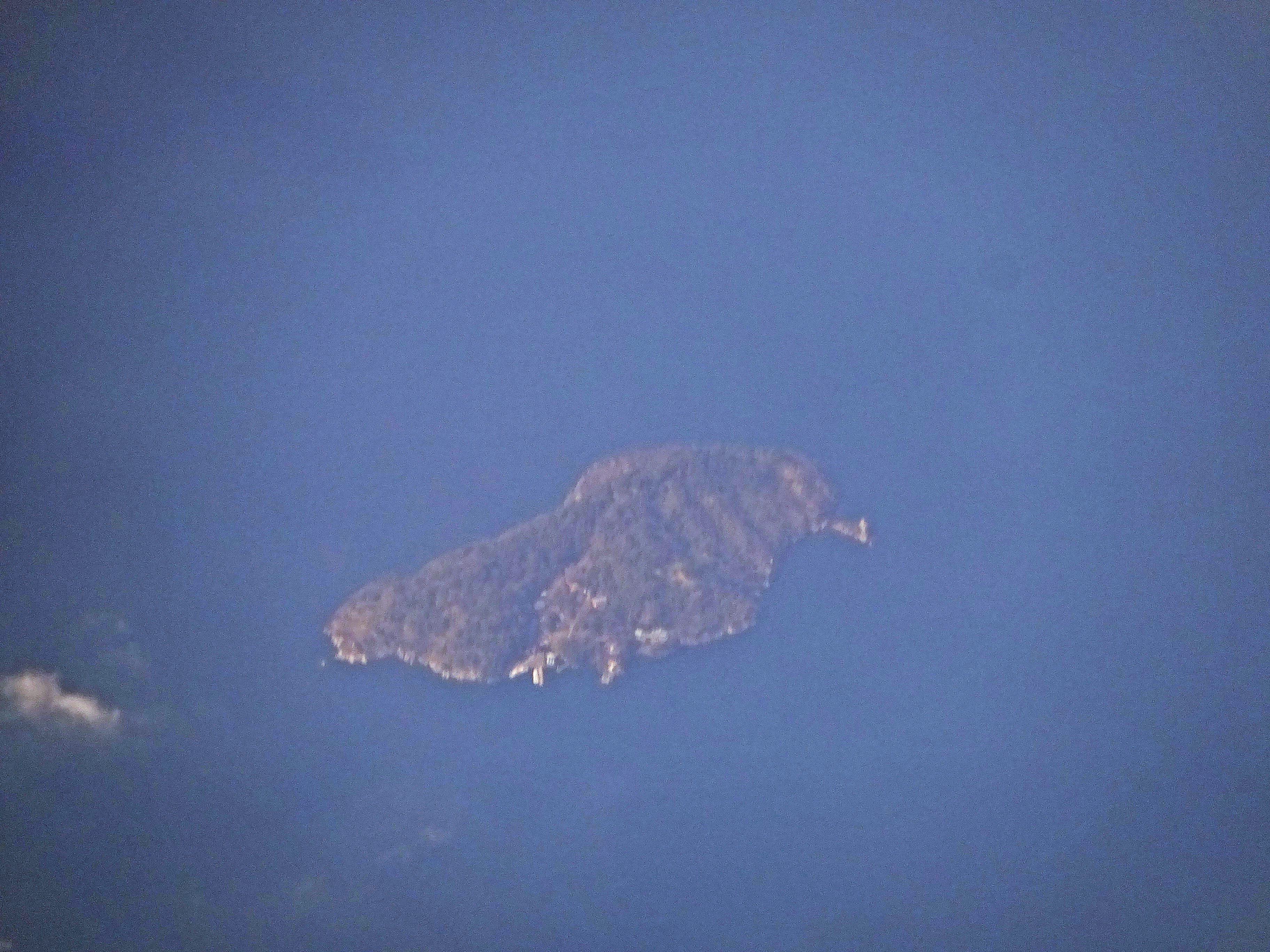
竹生島を空撮

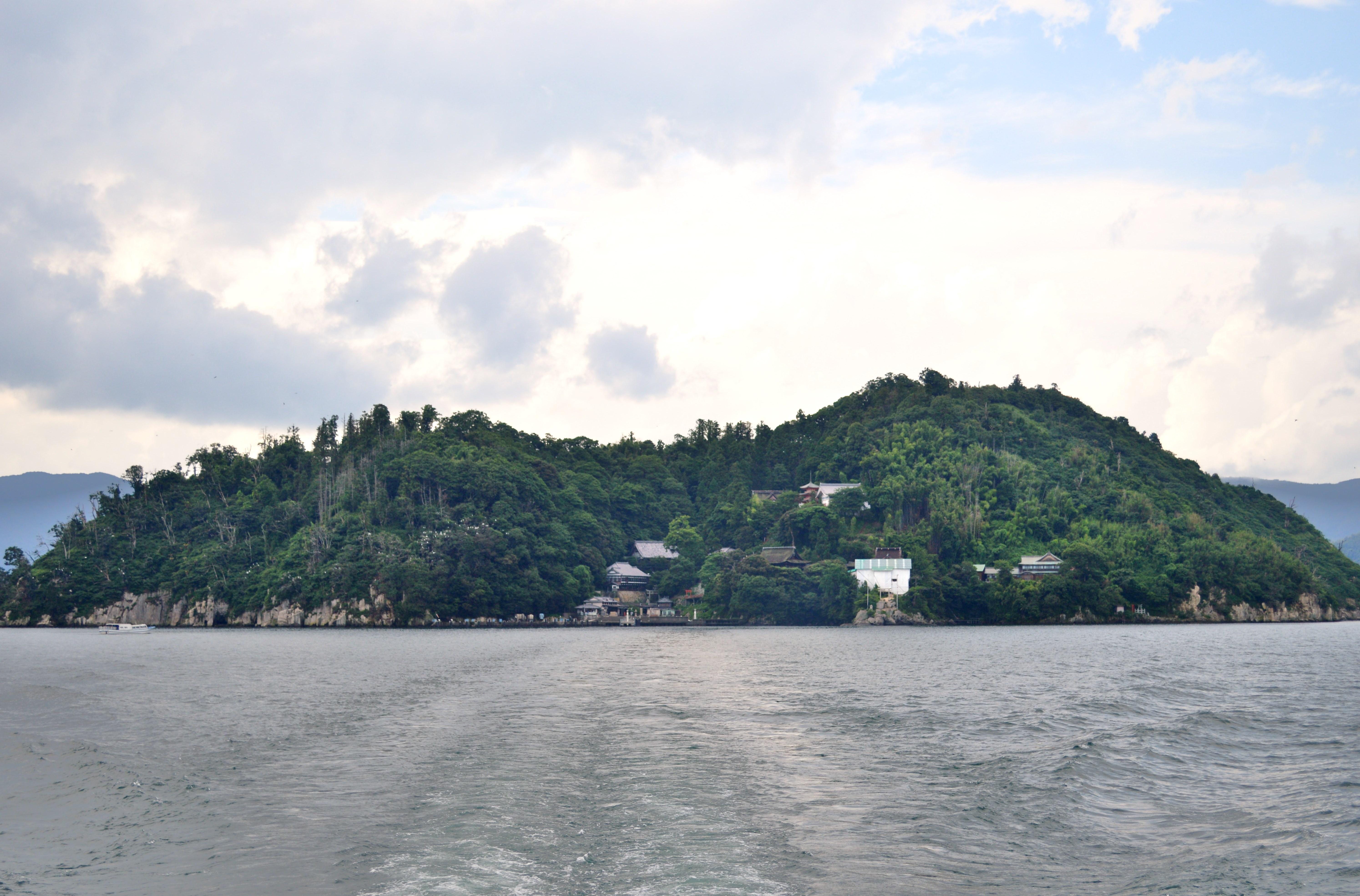
全景（遊覧船より）

竹生島（ちくぶしま）は琵琶湖北部にある無人島で、全域が滋賀県長浜市早崎町に属する。琵琶湖では沖島に次いで面積が2番目に広い。琵琶湖国定公園特別保護地区、国の名勝および史跡に指定されている。2015年（平成27年）4月24日、「琵琶湖とその水辺景観－ 祈りと暮らしの水遺産 」の構成文化財として日本遺産に認定される。

## 地理的概要
葛籠尾崎（つづらおざき）の南約2kmに位置し、一周は約2km、面積は0.14km2、標高は197mである。島全体が花崗岩の一枚岩からなり、切り立った岩壁で囲まれていることが特徴である。針葉樹で覆われた中に寺社が点在する風景の美しさで古来から知られ、琵琶湖八景（1950）の一つ「深緑 竹生島の沈影（ちんえい）」として選ばれている。島周辺の湖底は70m前後と深く、西岸付近は琵琶湖の最深部 (104.1m) である。最高地点には三等三角点（基準点名 竹生島、標高 197.27）が置かれている。
島の南側に竹生島港と呼ばれる港が1箇所あり、下記「交通アクセス」の項目にある各港からの航路がある。宝厳寺、都久夫須麻神社と数軒の土産物店が港の近くに所在する。寺社関係者ならびに店舗従業員は、いずれも島外から通っており、夜間は宿直者が泊まっている。
竹生島の南岸、竹生島港から西に向かって島を回ると竹生島で最も雄大な断崖が広がり、東から順に笈岩、屛風岩、富士岩、笠岩、稚児足跡岩、盗賊岩、荒神岩、夕立岩と呼ばれる奇岩が並ぶ。東岸、竹生島港から東に向かって島を回ると仁王崎が南南東に向かって伸び、その根元には都久夫須麻神社本殿、先端には神社拝殿と聖武天皇供養塔がある。さらに東に回ると、屛風岩と呼ばれる切り立った崖がそびえ、北東に小島が隣在する。そのさらに北側の崖に霊窟と呼ばれる洞窟が開いており、行者の修行に利用されている。北西には、断崖で囲まれた竹生島の唯一の砂浜である弁天浜が広がる。
2015年（平成27年）12月18日、滋賀県教育委員会は竹生島のタブノキ林を、滋賀県天然記念物に指定した。

### 地理・植生
島を形成する花崗岩は約5700万年前の白亜紀末、日本列島が形成されておらずユーラシア大陸の東縁部だった時代に、葛籠尾崎と同じ地層（緑色岩類）の下部に嵌入してきたものである。日本列島が大陸から分かれて現在の位置に移動するまでの間に、上部の緑色岩類が侵食されて花崗岩が地上に出現した。
この花崗岩には顕著な節理が発達しており、割れ目の多い切り立った崖が全島を取り巻く景観を生んでいる。地震の振動や湖水の波の作用によりこれらの節理に沿って岩盤が落下し、その結果、崖には大小の洞窟が形成されている。島の北側の行者洞もその一つである。また、正中2年(1325年)の地震（M6.5）では琵琶湖の北方で山崩れが生じ、竹生島では奥之院が倒壊して湖水に沈んだり、竹生島が崩壊して島の半分が湖水に没したりしたという伝承がある。このような崩壊には節理が大きな役割を果たしたと考えられている。
後述のカワウによる害が発生するまでは、島全体が常緑樹で覆われていた。1972年から1973年の滋賀県内植生調査資料によると、当時は、高木層はシイやコジイ、ヤブニッケイ、モチノキなどによって覆われ、亜高木層では、日光があまり注がれない薄暗い環境に適するヤブニッケイやモチノキ、シロダモ、ヤブツバキなどの常緑種を主とし、比較的明るい場所にタラノキが生育していた。低木層ではヤブニッケイやアオキ、ヤブツバキ、チマキザザが多く、林床に生える草本層ではベニシダが多く、次いでヤブニッケイやヤブミョウガ、イタビカズラ、フユイチゴ、アオキ、ジャノヒゲ、イノデなどが生えていた。
カワウの爆発的な繁殖以前にはシラサギの大繁殖地として有名であった。特にシラサギ類（ダイサギ、チュウサギ、コサギ、アマサギ）とゴイサギのコロニーは湖北地方で唯一のものであり、長浜市の鳥にシラサギが選ばれる由縁となっている。現在のコロニーは島の西南斜面にあり、2016年8月の調査では250羽のサギ類がカウントされた。
その他の野鳥として、都久夫須麻神社と宝厳寺の境内に残る照葉樹林にヤマガラやメジロ、コゲラなどが生息している。かつてはハヤブサの繁殖が確認されていたが、カワウの銃器駆除による影響からか、近年は繁殖が確認されていない。

#### カワウによる糞害
人が往来する場所は島の南の一部に限られており、定期船が発着する港と、港周辺の数店の土産物店と寺社に集中している。終日無人の北部にはカワウ（河鵜、川鵜、 Phalacrocorax carbo）の大規模なコロニーが形成されている。その数は約2万羽にも達し、糞害 により木々のほとんどを枯死させてしまう景観被害を及ぼしている。今日では「緑樹陰沈んで」と謡曲で謡われた在りし日の竹生島の姿を見ることはできない。水質の汚染も北側で特に顕著であり、近年では南側にも糞害の影響が及び始めている。
元々琵琶湖においてカワウはほとんどいなく、1934年の『琵琶湖に棲息せる鳥類調査』には、カワウの生息数は非常に少なく、沖の白石（高島市）に多くても7、8巣程度と記載されていた。しかし、その3年後の1937年に滋賀県保安課により発表された『鳥獣報告集』にて、竹生島でゴイサギ、アオサギ、ウが増えており、樹木枯死を阻止するため駆除が行われたことが報告されている。竹生島に生息していたサギのコロニーにカワウが侵入したことが初めて確認されたのは昭和52年(1977年)である。その後、カワウは急激に増え、2007年までは3万から4万羽程度で推移していた。このような深刻な状況に滋賀県も対策に乗り出し、営巣妨害のために樹木にロープを張ったり、爆音機や目玉風船による威嚇を行ったりといった対策が取られ始めた。また、2004年度からは有害鳥獣駆除が実施され、もうひとつの滋賀県内での主要なカワウ営巣地である近江八幡市の伊崎半島地区と合わせて、年間1万羽以上が駆除されている。
2007年6月2日には、安倍晋三総理大臣が、嘉田由紀子県知事らとともに長浜港より竹生島へ向かい、カワウによる被害を視察した。
2008年度、滋賀県は銃器による駆除を見合わせたが、その結果、生息数は竹生島で約6万羽、琵琶湖全体で7万5千羽に急増した。これにより、2009年には駆除の再開を余儀なくされた。以降は減少していき、2018年には竹生島で2千百羽、琵琶湖全体で6千6百羽にまで至った。一方、最大の生息地であった竹生島と伊崎半島以外の場所で生息羽数は増加しており、生息地の分散傾向が進んでいる。

### 湖底遺跡
北側の対岸である葛籠尾崎の沿岸や竹生島との間には湖底遺跡（葛籠尾崎湖底遺跡）がある。最大で水深70mほどの湖底から、漁師の網に引っ掛かるなどして約140点もの土師器・須恵器や土器が、ほぼ原形をとどめたまま引き揚げられている。これらの製作年代は縄文時代早期から弥生時代、さらに中世まで幅広い時代に及ぶと考えられている。遺跡の形成過程については、津波などで集落が水没した、船が沈んだ、祭祀として沈められた、付近の山地の山崩れにより移動したなど諸説ある。水深や水流に阻まれて人間による潜水調査には限界があるため、ロボットによる探査が計画されている。同様の遺跡は世界でも類例がなく、沈積原因は今なお大きな謎に包まれている。

## 歴史
古来、信仰の対象となった島で神の棲む島とも言われ、奈良時代に行基上人が四天王像を安置したのが竹生島信仰の始まりと伝わる。南部には都久夫須麻神社（竹生島神社）、宝厳寺（西国三十三所三十番）がある。竹生島神社は、明治の神仏分離令に際して弁才天社から改称した。竹生島は神仏一体の聖地であったことから、分離の際には少なからず混乱があったようである。ちなみに、竹生島弁才天は江島神社 （神奈川県 江の島）・
厳島神社 （広島県 厳島）と並んで日本三大弁天のひとつに数えられる。
戦国期には、近江国小谷城主であった浅井久政が、子の長政への家督委譲を目論む家臣団によって一時的にこの島に幽閉され、隠居生活を強要された。琵琶湖沿岸を本拠地とした織田信長が参詣したことが記録されているほか、宝厳寺は豊臣秀吉とのゆかりが深い。
近代には宗教家の大石凝真素美が琵琶湖の竹生島は人類発祥の地であると主張した（『大石凝真素美全集』1923年、国華社）。

### 竹生島に関する伝承
多多美比古命（伊吹山の神）が、姪で浅井岳（現在の金糞岳）の神である浅井姫命と高さを競い、負けた多多美比古命が怒って浅井姫命の首を切り落とした。その首が琵琶湖に落ちて竹生島が生まれたという。金糞岳（標高1,317m）は滋賀県2位の高峰で、最高峰の伊吹山（標高1,377m）は、竹生島の高さを差し引くと本当は2番目だったというわけである。竹生島神社には浅井姫命も祀られている（詳細は近江国風土記#竹生島の伝承を参照）。
坂上田村麻呂伝説のうち坂上田村麻呂の東征譚をモチーフにした御伽草子『田村草子』では、琵琶湖の竹生島の弁財天は田村丸と契りを結んだ鈴鹿御前の化身とされる。御伽草子『鈴鹿草子』でも鈴鹿御前は竹生島弁財天として再誕している。
中世には竹生島は西日本の地震に関する聖地とされていた。『渓嵐拾葉集』によれば、竹生島は大地の最も深い場所である金輪際から生え出た金剛宝石の柱であり、仏陀が正覚した時に座していた金剛座である。故に、この地の本来の地主権現は釈迦如来である、としている。また、島には弁の岩屋と呼ばれる龍穴があり、そこから現れる竹生明神という魚龍（大鯰）が島を7巡りするようにとぐろを巻き、尾をくわえて島を鎮めているという。
中世には水晶輪の島とされ『平家物語』や『源平盛衰記』などに登場する。『渓嵐拾葉集』では、船で近寄ると「りゃんりゃんと響く」島とされている。

## 文化
竹生島は古くから信仰の対象とされた事から、能の演目や平曲や近世邦楽の楽曲でも取り上げられている。

### 芸能・音楽
- 能
  - 『竹生島』(脇能物の荒神物)
- 平家琵琶（平曲）
  - 『竹生島詣』
- 地歌・箏曲
  1. 『竹生島』（菊岡検校作曲、八重崎検校箏手付）
  2. 『竹生島』（山田流箏曲・千代田検校作曲）
- 一中節
  - 『竹生島』（二世宇治倭文作曲）
- 長唄
  - 『竹生島』（11代杵屋六左衛門作曲）
- 常磐津節
  - 『竹生島』（五世岸沢古式部作曲）

2016年（平成28年）4月25日、文化庁は日本遺産「琵琶湖とその水辺景観−祈りと暮らしの水遺産」（水の文化）の構成要素として他5件を、それぞれ追加認定した。

### 文化財
- 国宝
  1. 都久夫須麻神社本殿
  2. 宝厳寺唐門
  3. 法華経序品

- 重要文化財
  1. 宝厳寺観音堂・渡廊（高屋根・低屋根）・五重塔
  2. 絹本著色十六羅漢図・釈迦三尊像・如意輪観音像・弥陀来迎図・北斗九星像
  3. 刺繍普賢十羅刹女図額
  4. 刺繍弥陀来迎図額
  5. 毛抜形太刀
  6. 銅水瓶
  7. 空海請来目録
  8. 紙本墨書法華経分別功徳品
  9. 竹生島文書
  10. 銅印

- 県指定
  1. 絹本著色弁才天像
  2. 木造不動明王坐像
  3. 大般若波羅光多経

- 市指定
  1. 木造弁才天坐像
  2. 木造聖観音立像
  3. 鰐口
  4. 石燈籠
  5. 竹生島のタブノキ林

## 交通アクセス
- 長浜港から琵琶湖汽船に乗船35分。
- 今津港から琵琶湖汽船に乗船30分。
- 彦根港からオーミマリンに乗船40分。
- 海津大崎からオーミマリン春季臨時便に乗船25分。

## 拝観料
竹生島に上陸したあと、桟橋及びその周辺の土産物店・飲食店までは無料だが、宝厳寺・都久夫須麻神社境内に入る場合は拝観料が必要となる。
- 大人（中学生以上）600円、小人300円（宝厳寺・都久夫須麻神社共通）
- 宝厳寺の宝物殿は別途大人300円、小人250円。